# 盧·賈里格
亨利·路易士·蓋瑞格（英語：Henry Louis Gehrig，1903年6月19日—1941年6月2日）是美國職棒大聯盟史上最偉大的一壘手，職棒生涯都效力於紐約洋基。
蓋瑞格生涯以穩定性高、不易受傷著稱，也因此獲得鐵馬的外號，其他的綽號有「Columbia Lou」、「Biscuit Pants」以及「Larrupin Lou」。
1925年至1939年的14年間，蓋瑞格連續出賽2130場比賽，直到罹患「肌肉萎縮性側索硬化症」，才停止出賽，而此病後來被稱作「盧·蓋瑞格症」。蓋瑞格生涯晚期接受X光檢查後，發現自己的雙手有十七處骨折，有些是新傷，有些已是舊傷。這件事情被用來作為蓋瑞格個性堅毅不拔的證明，在他職業生涯中，他的身體狀況一直並不是在最好的狀況。蓋瑞格連續出賽2130場的紀錄長期被認為是最難打破的紀錄之一，直到1995年9月6日被巴爾的摩金鶯小瑞普肯刷新。
蓋瑞格生涯共有七個球季的打點超過150分，而且連續13季打點破百，生涯打擊率、上壘率以及長打率更分別高達.340/.447/.632。自1933年大聯盟開始舉辦全明星賽後，蓋瑞格每個球季都入選明星隊。他是1927年以及1936年球季的美聯最有價值球員，1934年以打擊率、全壘打以及打點三項排行榜都居冠而摘下打擊三冠王寶座。
1939年蓋瑞格宣布退休，而他也旋即以全票通過的得票率入選名人堂。他同時也是歷史上第一個球衣背號被宣佈跟著球員一起退休的職棒球員。
2021年3月5日，美國職棒大聯盟宣布將每年6月2日訂為「蓋瑞格日」，以紀念這位英年早逝的棒壇傳奇。他成為羅賓森（Jackie Robinson）、克萊門特(Roberto Clemente)之後，大聯盟第三位以名字作為紀念日的球員。

## 早年生活
1903年6月19日盧蓋瑞格出生於紐約州，他雙親辛瑞契和克莉絲汀娜是來自德國的移民，他們定居在紐約市，生下了盧·蓋瑞格。蓋瑞格的父親因為患有癲癇而失業賦閒在家，於是他的母親只好一肩挑起家計，並且成了一家之主。蓋瑞格的雙親都認為棒球不過是校園裡的遊戲，他們希望蓋瑞格能努力念書，並且成為一個建築師，因為他在德國的舅舅就是個成功且富裕的建築師。
蓋瑞格從小學開始一直到大學，都是在附近的學府讀書，高中畢業後就讀哥倫比亞大學並且加入Phi Delta Theta兄弟會。蓋瑞格在哥大期間不能參加大學間的棒球賽，原因是在他成為大一新鮮人之前的暑假他就已經在夏季的職業聯盟打過棒球了。當時他並不知道這樣會損及他參與大學棒球校隊的資格，於是他只好加入哥大的美式足球隊，並且擔任後衛。

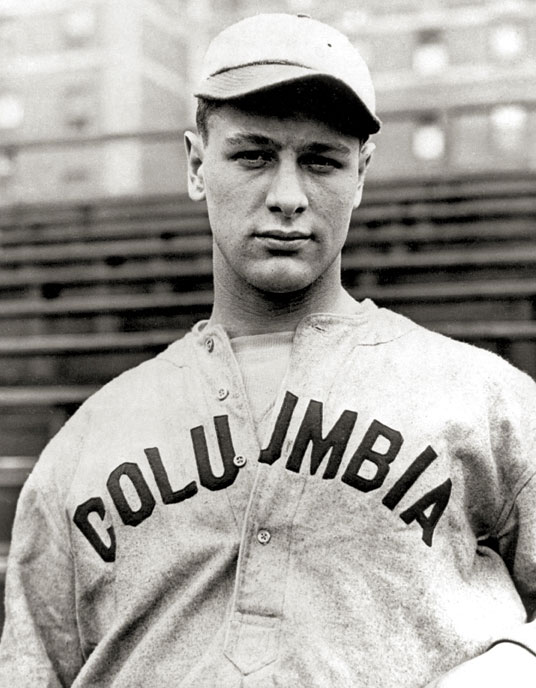
1921年，就讀哥倫比亞大學時期。

1920年6月26日，芝加哥小熊隊主場瑞格利球場進行的比賽，賈里格頭一次成為全國矚目的焦點。當時賈里格就讀的紐約商業學校出戰芝加哥的藍恩科技高中（Lane Tech High School），在這場比賽中賈里格擊出一支飛到球場外的滿貫全壘打，幫助自己的球隊獲勝。
當蓋瑞格的棒球天份廣受矚目後，他的母親也逐漸認同做一個職棒球員也能賺錢的想法。蓋瑞格的母親在積勞多年後不幸罹患肺炎，為了替同時臥病在床的雙親籌措龐大的醫藥費，賈里格在和紐約洋基簽約以及繼續在哥大待到畢業之間做出了決定：他和洋基隊簽下合約，用簽約金支付雙親的醫藥費，而剩下來的錢他則是替辛苦多年的父母親規劃了他們來美國後第一次的度假。

## 洋基之光
1923年4月30日蓋瑞格以自由球員的身份和紐約洋基隊簽約，6月15日第一次在大聯盟亮相，擔任代打的工作。在大聯盟的頭兩個球季，蓋瑞格上場的時間不多，也多半是擔任代打的工作。在1923年球季他只出場23次，也沒有進入洋基隊世界大賽的球員名單中。1925年是蓋瑞格第一個固定出賽的球季，而且他的表現不錯，在437個打數裡有.295的打擊率、20支全壘打，以及68分打點。
1926年是蓋瑞格大突破的一年，這個球季他不但打出.313的打擊率，而且還有47支二壘安打、領先全美國聯盟的20支三壘安打，還有16支全壘打和112分打點。1926年世界大賽洋基隊迎戰聖路易紅雀隊，蓋瑞格在7場比賽中有.348的打擊率、2支二壘安打和4分打點。不過紅雀隊最終還是以4比3打敗洋基隊而封王。
1927年球季，蓋瑞格更上一層樓，他整季打出.373的打擊率、218支安打，其中包括52支二壘安打、20支三壘安打，以及47支全壘打，還有174分打點和.774的長打率。蓋瑞格在這個球季總共打出117支的長打，這是史上次高的紀錄，僅次隊友貝比·魯斯的單季119支長打。此外他的壘打數447個，高居大聯盟史上第三。這年洋基隊以110勝44敗的成績勇奪美聯冠軍，在世界大賽中更以直落四的比數橫掃國家聯盟冠軍匹茲堡海盜隊。雖然蓋瑞格以極為優異的成績獲選為美國聯盟最有價值球員，但魯斯在這個球季打出破紀錄的60轟，以及1927年的洋基隊整體戰力太強，以致於賈里格的好成績被注目的程度多少受到了點影響。
1928年球季，蓋瑞格再度協助洋基在世界大賽封王，而且這次還是以4比0橫掃他們國聯的宿敵紅雀隊。在這次世界大賽中，蓋瑞格打擊率高達.545，另外有4支全壘打，長打率更是驚人的1.727。不過魯斯的表現也不遑多讓，他打出.625的打擊率，更在第四場比賽單場擊出三支全壘打幫助洋基贏得最後的勝利。
1932年世界大賽，蓋瑞格砲轟芝加哥小熊隊投手群，打擊率依舊是.529的高水準，跑回來得到8分、打出9分打點，以及3支全壘打。不過這個系列賽最為人津津樂道的還是魯斯那支著名的全壘打。在個人的紀錄之爭方面，蓋瑞格可能難以和魯斯抗衡，他只有在1930年時以46支全壘打和魯斯平手。即使1932年和1933年後魯斯的全壘打產量開始遞減，蓋瑞格也沒有就此趕上魯斯的水準。直到1934年球季，蓋瑞格才第一次在單季的全壘打數量上超越魯斯，這時已是魯斯的職業生涯尾聲了。不過這一年蓋瑞格榮獲打擊三冠王頭銜，而魯斯的棒球生涯中則從未達到這項成就。
1933年9月，蓋瑞格和愛蓮娜·推契爾（Eleanor Twitchell）共結連理，他的妻子來自芝加哥一個高級公務員家庭。

## 一山難容二虎
蓋瑞格是棒球史上最能替球隊打回分數的球員之一。他一共有6個球季的打擊率超過.350（1930年球季高達.379）、有8個球季的打點超過150分、11個球季被保送超過100次、8個球季敲出200支以上的安打、5個球季打出40支以上的全壘打。他有4個球季是美國聯盟得分最多的球員、3個球季拿下全壘打王寶座，還有5個球季是美聯打點王。1931年球季蓋瑞格打出184分打點，至今仍是美聯之最（大聯盟紀錄是哈克·威爾森的191分打點）。
低調的蓋瑞格總是無法成為鎂光燈的焦點。1932年6月3日，蓋瑞格單場擊出4支全壘打，這理當是次日所有棒球新聞的頭條，結果最後見報的頭條是紐約巨人隊的老教頭約翰·麥格羅宣布退休的消息。1934年後，魯斯離開了洋基隊，此時蓋瑞格應該會成為洋基的代表人物。不過就在兩年後的1936年球季，下一個洋基英雄出現了，人稱「洋基快艇」的喬·迪馬喬變成了紐約的超級巨星，也再次奪走蓋瑞格作為洋基看板人物的地位。
蓋瑞格的職業生涯總是在貝比·魯斯的陰影籠罩下，雖然貝比·魯斯總是獲得較多的注意，但事實上如果少了蓋瑞格猛烈炮火的支援，魯斯可能也無法打出那麼驚人的成績。從1926年蓋瑞格首次以固定先發身分出賽，並且排在魯斯的下一棒，一直到1931年球季魯斯每季平均都能打出50支以上的全壘打。這是因為蓋瑞格的攻擊火力不遜於魯斯，為了盡量不要保送魯斯而造成必須在壘上有跑者時面對蓋瑞格的高風險狀況，只好盡量跟魯斯正面對決，以求讓魯斯出局，這使得魯斯有更多好球可打。當蓋瑞格陷入低潮時，魯斯也常常會跟著下滑。1929年球季，蓋瑞格只打出.300的打擊率（當年全聯盟的平均打擊率是.284，因此.300的打擊率如果以今日美國聯盟的成績水準來看，約等於.280左右），這樣的成績也讓魯斯碰到更多難打的球，因此向來以選球精準著稱的魯斯只獲得了72次保送。更顯著的差異是，在蓋瑞格成為洋基的主力之前，洋基隊只贏得一次世界大賽冠軍，輸了另外兩次。而自從蓋瑞格和魯斯組成中心打者連線後，洋基隊在接下來的四個球季拿下三座世界大賽冠軍獎盃，三次都是以直落四的比數橫掃對手，這其中更包含了蓋瑞格在1928年以及1932年的精采表現。不過反過來說，魯斯也同樣讓蓋瑞格的打擊成績光耀奪目，例如魯斯的超高上壘率讓蓋瑞格獲得打點的機會比一般打者多了許多。時至今日，魯斯和蓋瑞格的組合仍然以他們的火力強大而常常用來作為評量球隊中心打者能力的標準之一。
在球場外的地方，魯斯和蓋瑞格都是當時正在成長中的美國外來移民族群最卓越的偶像。不過除了同樣優異的打擊成績外，魯斯和蓋瑞格可謂截然不同的人。魯斯因為活潑好動讓他的父親難以管教而被送到孤兒院去，外界對魯斯的印象也不外乎傲慢、粗魯、無禮、口不擇言，而且沉溺在名利帶來的豪奢生活中。而蓋瑞格正可作為魯斯很鮮明的對照組，蓋瑞格是個安靜內向又孝順父母親的人，在客場比賽時也鮮少讓家人隨行。魯斯在閒暇之餘酷愛社交活動，但蓋瑞格除了待在球隊下榻旅館的房間以外哪裡也不去。蓋瑞格甚至會拒絕曾經對自己妻子說謊的記者採訪他，因為他認為欺騙自己的另一半是件非常可恥的事情。後人經常認為二人不和，事實上會有此說法，主因是二個個性南轅北轍，自然沒有太多私交。
1920年代到1930年代的洋基，魯斯與蓋瑞格經常率領球隊贏得世界大賽，兩人在同一場比賽都打出全壘打的次數高達77次，不過由於蓋瑞格比較沉默，不像魯斯擅長說話和豐富的肢體言語，是媒體的寵兒，因此，那時的名聲並沒有比魯斯來的高。
魯斯和蓋瑞格的關係也一直不算親近，1934年洋基隊的遠東之旅甚至發生了兩人吵架的事件。起因是魯斯的妻子批評蓋瑞格的妻子給小孩穿的衣服不好看，這使得魯斯和蓋瑞格陷入冷戰。這兩人一直到了1939年7月4日，蓋瑞格因病宣佈退出球場才言歸於好，魯斯並且給了蓋瑞格一個非常具有紀念意義的擁抱。

## 連續出賽
1925年6月1日，蓋瑞格上場代替攻擊火力不出色的游擊手Paul Wanninger打擊。次日，當時的洋基隊總教練米勒·哈金斯（Miller Huggins）讓蓋瑞格成為先發一壘手，取代低潮中的威利·皮普（Wally Pipp）。當時賀金斯有好幾個不同的備案，目的是增強洋基的打擊火力，讓蓋瑞格上場只是其中一個方案。萬萬沒有人想到過了14年後，蓋瑞格仍然是洋基的一壘手，而且無論身體的病痛，他日復一日、年復一年的上場比賽。
在以下幾個例子中，蓋瑞格的連續出賽紀錄用了較為刻意的方法延續住，不過在他2130場出賽中所佔比例微乎其微：
- 1933年4月23日，華盛頓參議員隊的投手Earl Whitehill對蓋瑞格投出觸身球，這一球打得蓋瑞格近乎不省人事。不過他後來還是恢復並且繼續比賽。
- 1933年6月14日，蓋瑞格和洋基隊總教練喬·麥卡錫（Joe McCarthy）一起被驅逐出場，不過他已經獲得了打數，因此被認為延續了出賽紀錄。
- 1934年7月13日，蓋瑞格腰傷復發，讓他必須在旁人攙扶下才能退場休息。隔天的比賽他以游擊手的身分登場，但事實上他並沒有上場守備，另外則以第一棒的身分上場打擊，在敲出一支安打後退場休息。

蓋瑞格的2130場連續出賽紀錄直到1995年9月6日才被巴爾的摩金鶯隊的小瑞普肯打破，這一天小瑞普肯連續出賽達2131場。而這個重要的里程碑是在金鶯的主場達成的，金鶯和洋基之間又有些巧合與關聯存在：
- 洋基隊創始之初的隊名其實是巴爾的摩金鶯，而今日的金鶯隊前身是1902年成立的聖路易布朗隊。
- 蓋瑞格的大聯盟處女秀就是面對布朗隊。
- 貝比·魯斯是巴爾的摩市人。
- 金鶯隊目前使用的主場二壘區域附近，以前曾經是魯斯的父親喬治所擁有的小酒館。

## 傳說終結
1938年球季中，蓋瑞格的表現突然一落千丈。同年的季末，他說：「在球季中時我就已經感覺很疲倦，我不知道原因何在，不過我就是沒辦法再像平常一樣打球了。」他的妻子愛蓮娜擔心他得了腦瘤，而蓋瑞格也告訴她自從35歲生日後，自己的腿就感到越來越無力。
接著蓋瑞格的行動越來越不靈活，身體也日漸孱弱，甚至經常在更衣室或是球場上無預警地摔倒。當時大部分的記者和球迷都認為這是因為蓋瑞格連續14年出賽導致身體的損耗，以及他身上大大小小的傷勢所造成。然而，對於35歲的蓋瑞格來說，他仍然算得上年輕，他的隊友們都認為他至少還有一兩個球季可打。1938年球季結束時，他的成績其實還是相當不錯的：.295的打擊率、114分打點、170支安打、.523的長打率，另外還是有29支全壘打。貝比·魯斯生涯末期時的成績也沒好上太多，然而魯斯的成績是隨著年齡逐漸下滑，蓋瑞格卻彷彿判若兩人，1937年時他還有.351的打擊率和.643的長打率，159分的打點跟37支全壘打。以上種種跡象顯示蓋瑞格的低潮顯然不完全和休季或是年齡讓他的能力下滑有關。
1938年球季結束後，蓋瑞格察覺自己的力量和協調性正在一點一滴消失。蓋瑞格為此還特別去找了專科的醫生求診，這也是他頭一次為了這個問題而尋求醫學的協助。那名醫生的猜測是蓋瑞格可能有膽囊方面的問題，而雖然愛蓮娜不相信這個說法，但是蓋瑞格認為這名醫生說的沒錯。不管如何，蓋瑞格仍然想盡辦法，冀望從不知名的怪病中復原，盡量以正常的狀態繼續替洋基作戰。蓋瑞格對洋基忠心不貳，即使洋基在1939年開季前將他的薪水減少了3000元美金，蓋瑞格也沒有任何反彈或想和洋基談條件之意。
1939年春訓時，蓋瑞格仍然無法找回他過去的力量，因此他加倍苦練，不過仍然沒有進展。他的1939年球季成績是生涯最差的一年，蓋瑞格就連跑壘都出了問題，他的生涯被認為是個令人畏懼的跑者，但是因為已經無法隨心所欲控制自己的肌肉，現在連跑壘對他而言都變得十分困難了。
記者和球迷仍然對蓋瑞格突然崩盤而議論紛紛。一位常常報導蓋瑞格、名叫James Kahn的記者在一篇文章中寫道：
我覺得蓋瑞格有些不太對勁，似乎是身體上出了問題。我也不知道到底問題出在哪裡，不過我確信這和他的球技無關。我也曾經看過其他球員隔了一個晚上後就判若兩人，就像蓋瑞格現在的樣子，但那些都是泛泛之輩。蓋瑞格的狀況和那些人不一樣，一定有什麼我們不知道的事情發生在他身上。我曾經很近距離地觀察他，然後看到了這些狀況：他出棒的時間點抓的很準，用盡力氣揮棒，而棒子也很準確的打到球，但卻只能把球打成軟弱無力的小飛球，剛好飛過內野而已。換句話說，因為某種我不知道的理由，他以往的長打威力已經不見了，他仍然打得到球，只是沒辦法把球打遠而已。
蓋瑞格的好友兼客場遠征時的室友比爾·狄奇（Bill Dickey），大概是最早發現蓋瑞格身體有異狀的其中一個人。有天蓋瑞格打不開一罐番茄醬，只好請迪奇替他開，一個平常重量訓練時可以舉起數百磅的人，現在卻連罐番茄醬都打不開。
洋基的總教練喬·麥卡錫受到營運階層的強大壓力，希望他把蓋瑞格降為板凳球員，一心迴護蓋瑞格連續出賽紀錄的麥卡錫不願意做出這種決定。直到蓋瑞格連在一壘大關的守備都已經出問題時，才迫使他不得不做出調整。當時洋基投手Johnny Murphy得要等賈里格拖著緩慢的步伐趕到壘包後才能把球傳向一壘讓打者出局。墨菲在蓋瑞格拼命趕到防區接住傳球後會對著他說：「接的漂亮，老盧！」，但是這句話卻讓蓋瑞格心驚肉跳，他已經到了連做好這麼簡單的守備動作都會讓隊友額手稱慶的地步，就好像哥哥鼓勵弟弟那樣子。
1939年4月30日，蓋瑞格在出戰當年的華盛頓參議員時又是整場比賽沒有表現，這時他已經連續先發出賽2130場了。
次日是球隊的休息日，到了5月2日在底特律老虎隊主場的比賽之前，蓋瑞格終於主動找上喬·麥卡錫，說：「喬，讓我坐板凳吧。」麥卡錫無言地接受了蓋瑞格的要求，讓Babe Dahlgren先發守一壘，然後再告訴蓋瑞格，無論任何時候只要他想重新回到先發陣容，那麼洋基隊的一壘手仍然是他的位置。蓋瑞格親自把沒有他的洋基隊先發打序交給一臉震驚的主審，結束了他長達14年的耐力賽。比賽開始前，老虎隊主場的播報員告訴全場觀眾：「女士先生們，這場比賽將是過去2130場比賽以來，盧·蓋瑞格第一次不在洋基先發打序上。」底特律的球迷全部起立鼓掌對蓋瑞格致敬，而蓋瑞格只是雙目含淚地坐在休息區的板凳上，不發一語。蓋瑞格仍然繼續跟著球隊移動，但是他的狀況迅速惡化。6月中的時候，他的妻子認為他是得了腦瘤。
一位蓋瑞格夫婦的朋友建議愛蓮娜尋求位於明尼蘇達州羅徹斯特的梅約診所（Mayo Clinic）協助他們了解蓋瑞格到底出了什麼問題。查理·梅約醫師（Dr.Charlie Mayo）長期注意蓋瑞格的職業生涯以及他的力量為何神秘地消失無蹤。梅約醫師告訴愛蓮娜趕快帶蓋瑞格就醫，愛蓮娜答應了梅約醫師的請求，並且要求梅約醫師不得對外透露蓋瑞格的病情。梅約醫師起初有點猶豫，因為他們的政策是對家族的主人公開所有病情。而愛蓮娜告訴梅約醫師她就是目前的一家之主，掌控所有的經濟大權，讓梅約醫師只好接受她的要求。
愛蓮娜很快帶著當時正隨隊在芝加哥比賽的蓋瑞格前往羅徹斯特。1939年6月13日他們抵達了梅約診所，接待他們的是哈洛德·哈本醫師（Dr.Harold C. Habein）。哈本醫師還沒真正接觸到蓋瑞格的身體，光從他走路的姿態和步伐大概了解問題的所在，這是數月前導致哈本醫師母親過世的同一個元兇「肌肉萎縮性側索硬化症」。哈本醫師對於他母親在過世前出現臉部表情扭曲以及步履蹣跚的樣子印象深刻，而蓋瑞格表現出來的症狀和他母親完全一致。
蓋瑞格在梅約診所待了6天。6天後的6月19日剛好也是蓋瑞格的36歲生日，而病因也在這一天完全確定。後來愛蓮娜宣稱梅約診所在告訴她有關她丈夫的病情之前就已經偷偷把實情都告訴蓋瑞格了。不過在一本蓋瑞格的傳記《Luckiest Man: The Life and Death of Lou Gehrig》當中，作者強納森·艾格（Jonathan Eig）卻質疑愛蓮娜的說法。不管如何，蓋瑞格知道了自己的病後：他將會很快地陷入癱瘓、連吞嚥和說話都變得困難、不會喪失神智，還有他的壽命最多剩三年。或許蓋瑞格也被告知ALS的起因成謎，而且病人毫無痛苦，也不會傳染給人，但卻是很殘忍的疾病，患者的神經系統會被逐漸摧毀，但是神智卻絲毫不失。患者就算病發後也能知道他周遭發生的事情，只是他無能為力罷了。
蓋瑞格就像很多被告知自己得了絕症的病患一樣無法接受事實，選擇逃避、以為自己還有希望，而他的妻子也和他一樣。在一封他寫給愛蓮娜的信裡提到：
壞消息是我的肌肉側索硬化了，講的通俗一點就是我會慢慢地癱瘓，變成一個小嬰兒一樣……這個病無藥可治，而且過去也很少有病例，可能是某種細菌感染引起的。不會傳染給人……而且我還有50%的機會能如往常一樣，或許我得接受10或15年的治療，能不能再打棒球可能會有點問題……
蓋瑞格接受完診斷後，又飛到華盛頓和球隊會合。在車站時他受到一群童子軍的熱烈歡迎，這些小朋友熱情地對賈里格揮手，並且祝他好運。蓋瑞格也對他們回禮，但是之後卻靠在與他同行的一個記者身上，說：「他們祝我好運，而我卻要死了。」
6月21日，洋基隊宣佈蓋瑞格因病退休，但是他仍然會以隊長的身分隨隊出征。

## 地球上最幸運的人
1939年7月4日，在週末對華盛頓參議員隊雙重戰之間的空檔，紐約洋基將這一日命名為「盧·蓋瑞格日」加以慶祝。滿坑滿谷的球迷，來自美國各地，有六萬兩千名球迷到洋基球場對蓋瑞格致上自己的祝福。蓋瑞格第一次贏得世界冠軍的1927年世界冠軍紀念旗被緩緩升起，當年一起組成「殺手打線」（Murderer's Row）的洋基球員們也都回來參加這個儀式。當時的紐約市長費烈羅·拉瓜地亞（Fiorello H. LaGuardia）以及紐約市郵政總局的局長都在儀式上致詞。但是最有價值的貴賓仍然是貝比·魯斯。魯斯輝煌的職棒生涯正巧和賈里格的竄起時間重疊，魯斯曾經惡意地批評蓋瑞格的連續出場紀錄，說他早該坐在休息室的板凳上或是去釣魚都可以（這是他們共同的嗜好）。在這一天的演說裡，魯斯再次要蓋瑞格趕快去釣魚，不過這次魯斯並非惡意的攻訐，而是親切地替他加油打氣。和蓋瑞格情同父子的麥卡錫總教練有點擔心他上台演說時萬一哭了起來，可能會讓蓋瑞格也難過得無法撐完這個儀式。不過在說完「蓋瑞格是棒球選手、運動員，以及一個公民的最佳典範。」麥卡錫仍然忍不住老淚縱橫地轉頭對蓋瑞格說：「盧，當你在底特律的球隊旅館對我說，你認為你是球隊勝利的障礙而打算退出時，那真的是所有認識你的人一生中最傷心的時刻，老天，你從來就不是球隊的障礙啊！」
洋基隊將蓋瑞格的球衣背號4號退休，使得他成為歷史上第一個獲得此項殊榮的球員。
在頒獎儀式後，主持人Sid Mercer認為蓋瑞格應該沒有力氣再和球迷說話，「我認為我不應該再要求蓋瑞格發表演說，我不相信我應該做這種要求。」現場工作人員也開始將麥克風收走。此時蓋瑞格和麥卡錫一起離開球場，而滿場的觀眾開始大喊：「我們要蓋瑞格！」呼喊之聲不絕於耳。此時蓋瑞格突然轉身，在驚訝的麥卡錫攙扶下回到本壘板前的麥克風。在環顧滿場觀眾片刻後，蓋瑞格靠近麥克風，發表演說：
各位球迷，在過去的兩個星期，你們都已經得知我的壞消息了。而已今日，我覺得我是這世上最幸運的人。我在球場達十七年之久，而我除了你們的善意及鼓勵之外就沒有接受任何東西。
看看這鼎盛的陣容，你們當中想過他的職業生涯中的高潮就是與他們息息相關？的確，我是幸運的。有誰沒有認為有幸能夠認識積及．路柏特是一個光榮？還有艾．巴路──這一個棒球的巨大王國的奠基者？另外，有幸與米勒．牽格斯這精彩的小傢伙共事六年？然後再與這出色的領袖，精於心理學，現今棒球界中最好的經理：麥卡錫？的確，我是幸運的。
當紐約巨人隊，一隊你極慾希望去打倒的隊伍，卻反過來給你一份禮物，這是特別的。當所有人──由球場小工到這幫身穿白色球衣的傢伙──都會記得你與獎座一起，這是特別的。
當你有一對一生辛勤工作，令你可以受教育及強體健體的父母，這是一個祝福。當你有一個給予你無比力量及展示你做夢都沒有想過的更多勇氣的妻子，這是我所知道的最美好的事。

那麼，作為這說話的結束：雖然我遭遇到不幸，但是我是仍受到無比的祝福。謝謝各位。
滿場觀眾聆聽蓋瑞格的演說之後，起立鼓掌長達兩分鐘。蓋瑞格的身體在離麥克風一步之遙的地方顫抖著，用手帕拭去臉上的眼淚，此時魯斯走上前去擁抱他。蓋瑞格離開球場，心情久久不能平復，直到他和妻子回家為止。

## 退休之後
在蓋瑞格退休後，洋基當時的總經理艾德·巴洛（Ed Barrow）對蓋瑞格夫婦承諾他們的生活絕對不虞匱乏。根據當時的規定，蓋瑞格因為是自願離開洋基，所以有權繼續依照合約內容支薪直至該季季末，這個條款也代表著蓋瑞格仍然是洋基的一員。雖然病痛折磨蓋瑞格甚鉅，但是他在1939年時仍然常常參加洋基隊主場的比賽。美國棒球協會此時也做成決議，特別改變過去名人堂選拔的標準，讓退休未滿一年的蓋瑞格破例提早進入名人堂。美國棒球作家協會1939年12月7日在辛辛那提召開的冬季會議上，正式將蓋瑞格選入名人堂。當時蓋瑞格的年齡是36歲又5個月，也是那時候進入名人堂的球員中最年輕的。不過蓋瑞格卻因為身體過於虛弱，而無法參加特別替他舉行的紀念儀式。
梅約診所的醫師在診斷出蓋瑞格罹患ALS時，曾經建議他應該轉任洋基的行政人員，免去在球場上奔波之苦。1939年10月，紐約市長拉瓜地亞聘請蓋瑞格出任紐約市的假釋官，而蓋瑞格接受這個邀請。
蓋瑞格規律地上下班，直到他過世前的一個月為止，當時他已經寸步難行，蓋瑞格拒絕使用輪椅，即使他知道那是他唯一可以行動的方式。1941年6月2日晚上10時10分，距離蓋瑞格頭一次代替華利·皮普出賽剛好整整十六年後，亨利·路易斯·蓋瑞格在他布朗克斯近郊瑞佛岱爾（Riverdale）的家中溘然長逝，得年37歲。
蓋瑞格辭世的消息很快傳到魯斯夫婦位於曼哈頓上西城（Upper West Side）的家中，而他們也立刻驅車前往瑞佛岱爾慰問愛蓮娜。蓋瑞格的告別式在瑞佛岱爾的基督教聖公會教堂（Christ Episcopal Church of Riverdale）舉行，而那天下著滂沱大雨。蓋瑞格過去居住的白色洋房至今仍然保存良好，位於亨利·哈德森公園大道（Henry Hudson Parkway）旁，門口有個蓋瑞格的塑像，讓大家都知道這是蓋瑞格曾經住過的地方。為了哀悼紐約英雄的逝去，拉瓜地亞市長下令全市降半旗。6月4日，蓋瑞格的遺體火化後下葬在瓦爾哈拉（Valhalla）的肯西科公墓（Kensico Cemetery）。有點諷刺的巧合是後來艾德·巴洛過世後也葬在同一個墓地，而肯西科公墓旁邊的天堂之門公墓（Gate of Heaven Cemetery）裡葬著貝比·魯斯和另一位洋基的英雄比利·馬丁（Billy Martin）。蓋瑞格下葬的這一天，洋基球場的比賽因雨順延。

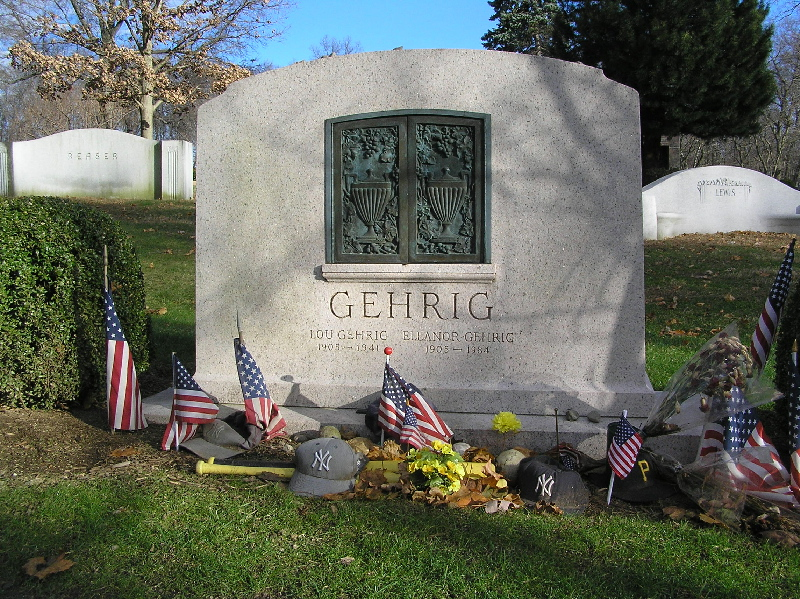
肯西科公墓內的蓋瑞格墓碑

關於蓋瑞格的墓碑上有個眾人皆知的錯誤：他們把1903年出生的蓋瑞格誤植為1905年出生，而這個錯誤在過去64年來一直沒有改正。肯西科公墓的管理單位知道他們犯錯，但是因為蓋瑞格家族並未授權他們更正這個錯誤，所以只要法院沒有同意，就沒有人能修正刻在上面的出生日期。蓋瑞格家族沒有同意肯西科公墓更正錯誤的原因不得而知，而愛蓮娜在蓋瑞格過世之後一直沒有再婚，兩人也沒有兒女。43年後的1984年3月6日，愛蓮娜·蓋瑞格也離開人世，這一天也是她的生日。
1941年7月6日，洋基隊為了紀念蓋瑞格所興建的紀念碑舉行落成典禮。紀念碑上稱他為：「一個男人、一位紳士以及一位保有連續出賽2130場難以突破紀錄的偉大球員。」原本這個紀念碑的落成典禮是兩天前的7月4日，但因為那天下雨的緣故，所以洋基隊才決定延到7月6日星期日雙重戰的空檔舉行。蓋瑞格是繼1932年的賀金斯後，第二位在洋基球場中外野旗竿前被豎立紀念碑的人。後來貝比·魯斯在1949年也加入他們的行列，他們三人的紀念碑就一直佇立在洋基球場的中外野旗竿前，直到1973年的大翻修為止。翻新後的球場把蓋瑞格的紀念碑移到左外野，賀金斯留在中外野，而魯斯則是移到中外野的新旗竿前。蓋瑞格的紀念碑上有一支已經鍍銅、而且是過去他實際使用過的球棒，就放在球場的紀念公園，至今仍然還在那邊。

## 功勳彪炳的一生

### 一壘手紀錄
- 單季最高得分：167分，1936年球季
- 單季最多壘打數：447個，1927年球季
- 單季最多長打 (棒球)：117支，1927年球季
- 單季最高長打率：0.765，1927年球季
- 生涯最多四壞球:1,508個
- 生涯最多長打 (棒球):1190支
- 生涯最多打點:1,995分
- 生涯最高上壘率:0.442
- 生涯最高長打率:0.632

### 特殊榮譽
- 在大聯盟史上達到100個季後賽打席的人之中有最高的OPS（照常見的登記方式，他和魯斯的OPS皆為1.214，不過取更多位小數的話，蓋瑞格的OPS是1.21408，稍高於魯斯的1.21369）、最高的上壘率（0.483）、次高的長打率（0.731，僅次於魯斯）
- 在世界大賽八度跑回球隊致勝分
- 單場四支全壘打（1932年6月3日，於西比球場對費城運動家隊，美聯史上第一人）
- 單季185分打點（美聯史上最高、大聯盟歷史第二）
- 生涯23支滿壘全壘打（史上第二多）
- 100分打點以上的球季：13（1926年—1938年，史上第二多）
- 史上唯一五季超過400個壘打數的球員（1927年、1930年、1931年、1934年、1936年）
- 連續超過120打點的球季：8（1927年—1934年）
- 連續超過100分打點以上的球季：13（1926年—1938年；和吉米·法克斯、艾力士·羅德里奎茲並列）
- 史上唯二在生涯打出超過500支二壘安打、150支三壘安打與400支全壘打的選手，另一人為史坦·穆西爾。
- 六名生涯打出.320以上打擊率、350支全壘打、1500分以上打點選手中的其中一人，另五人分別是貝比·魯斯、吉米·法克斯、喬·狄馬喬、史坦·穆西爾、泰德·威廉斯。
- 1939年7月4日的告別演說，於2002年獲得美國職棒大聯盟球迷票選為大聯盟史上第五名最偉大時刻。第一名為小卡爾·瑞普肯打破賈里格連續出賽紀錄。
- 1933年8月17日打破連續出賽場次紀錄（原紀錄：Everett Scott 1308場），直到1995年9月6日才被小卡爾·瑞普肯超越。
- 第一個球衣背號被退休的大聯盟球員。
- 1999年獲選「體育新聞」（The Sporting News）史上一百位偉大棒球選手第六名。
- 棒球名人堂（1939年）
- 美國職棒大聯盟將他的忌日6月2日訂為紀念日。

## 生涯成績
| 出賽 | 打數  | 安打  | 二壘打 | 三壘打 | 全壘打 | 得分  | 打點  | 四壞球 | 三振 | 犧牲短打 | 觸身球 | 打擊率 | 上壘率 | 長打率 |
| 2164 | 8,001 | 2,721 | 534    | 163    | 493    | 1,888 | 1,995 | 1,508  | 790  | 106      | 45     | .340   | .447   | .632   |

## 與賈里格相關的電影
《洋基之光》（The Pride of the Yankees）於1942年上映，這是部紀錄蓋瑞格生平的電影，最後片商選擇要價15萬美元、慣用右手又不曾聽過蓋瑞格名號的性格巨星賈利·古柏主演，而泰瑞莎·萊特（Teresa Wright）則飾演他的妻子愛蓮娜。
洋基之光推出後名列該年的十大賣座影片，使得蓋瑞格也是少數獲美國郵政總局發行紀念郵票殊榮的運動員。這部電影獲得11項奧斯卡提名，最後只獲得一個獎項。
多位洋基隊球員以真實的身分參與了這部電影的演出，包括了貝比·魯斯與當時還在洋基陣中的比爾·迪奇。不過這部電影有很多不符合史實的改編，例如忽略了蓋瑞格在1923年與1924年球季的表現，將他登上大聯盟的時間直接往後挪到1925年他開始締造連續出賽場次的起點。另外，蓋瑞格最著名的告別演說在一開始就提到他是「地球上最幸運的人」，但是電影中把這句經典名言挪到演說的最後。這部電影中最有名的一幕是蓋瑞格到醫院探視一位腳有殘疾、名叫比利的小男孩。蓋瑞格承諾比利會在一場世界大賽中擊出兩支全壘打來鼓勵他，而蓋瑞格做到了。後來在蓋瑞格的感謝日上，比利也出現在現場，而且雙腳已能行走如常，彷彿殘疾從未發生一樣。

## 外部連結
- 盧賈里格紀念網 （页面存档备份，存于）
- 棒球名人堂的盧賈里格網頁 （页面存档备份，存于）
- 球員資訊和成績在MLB ，ESPN ，Retrosheet ，Baseball Reference ，Baseball Reference (Minors) ，Fangraphs ，The Baseball Cube ，Baseball Almanac （英文）
- Urban legend about Wally Pipp's headache （取自Snopes.com）
- Audio excerpt of Lou Gehrig's Farewell Speech
- 盧賈里格在大聯盟官網的生涯成績 （页面存档备份，存于）
- The Sporting News' Baseball's 25 Greatest Moments: The Luckiest Man Alive （页面存档备份，存于）

| 奖项与成就                       | 奖项与成就                           | 奖项与成就                      |
| -------------------------------- | ------------------------------------ | ------------------------------- |
| 前任： 喬治·伯恩斯 漢克·格林伯格 | 美國聯盟最有價值球員 1927年 1936年   | 繼任： 米奇·寇克蘭 查理·蓋林傑  |
| 前任： 艾德·迪拉杭提             | 單場打出4支全壘打的球員 1932年6月3日 | 繼任： 查克·克萊因              |
| 前任： 吉米·法克斯               | 美國聯盟三冠王 1934年                | 繼任： 泰德·威廉斯              |
| 前任： 道克·克拉默 喬·迪馬喬     | 完全打擊 1934年6月25日 1937年8月1日  | 繼任： Moose Solters Odell Hale |